# Conducción (vehículo)

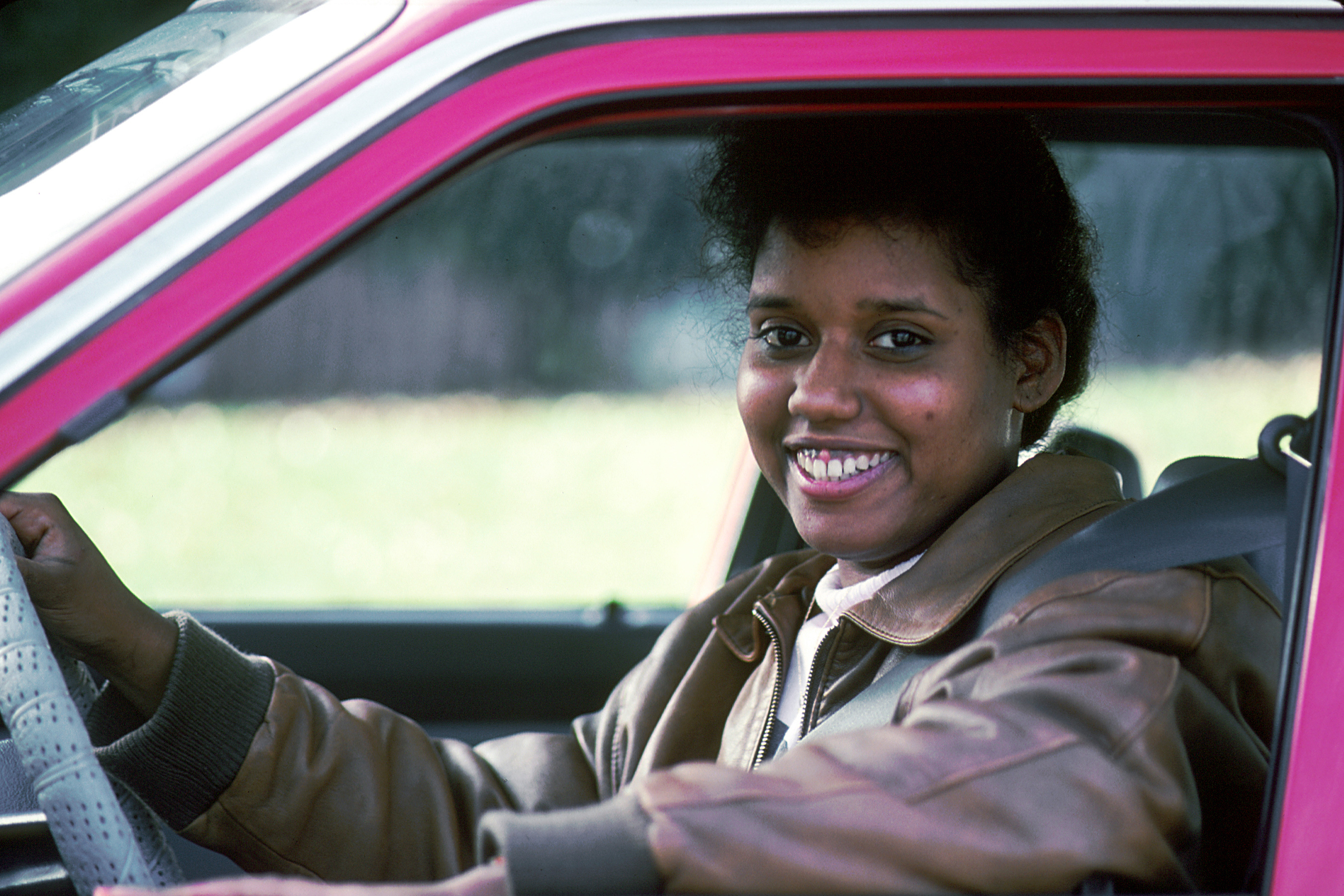
Mujer conduciendo un automóvil.

Conducir es hacer funcionar de maneras 
controladas vehículos, ya sean con motor, tal como un barco, tren ó automóvil, o sin motor, como una bicicleta o un monopatín. Un conductor debe obedecer las normas que se apliquen en el momento y lugar de la conducción.

## Edad mínima requerida en los distintos países del mundo para conducir vehículos terrestres motorizados
Por lo general, la edad mínima para conducir (o para tener licencia normal) es cuando se cumple la mayoría de edad (en casi todo el mundo 18 años). Sin embargo, ciertos países dan permisos para los conductores menores de edad.
En la siguiente lista, algunos países con la edad mínima para conducir:
- Albania: 18
- Alemania:
  - 17 bajo supervisión
  - 18 licencia normal
- Argelia: 18
- Argentina: 17
- Australia: 17
- Austria: 17
- Bangladés: 21
- Barbados:16
- Bélgica:
  - 16 y 8 meses bajo supervisión
  - 18 licencia normal
- Bolivia: 18
- Brasil: 18
- Brunéi: 18
- Bulgaria: 18
- Canadá, dependiendo de la provincia/territorio:
  - 14 en Alberta y Nuevo Brunswick
  - 15 en los Territorios del Noroeste y en Yukón
  - 15 y medio en Manitoba e Isla del Príncipe Eduardo
  - 16 en Columbia Británica, Saskatchewan, Nueva Escocia, Terranova y Labrador, Ontario y Quebec.
- Chile:
  - 17 bajo supervisión
  - 18 licencia normal
- China: 18
- Colombia: 16
- Costa Rica: 32
  - 17 bajo supervisión
  - 18 licencia normal
- Corea del Sur: 18
- Croacia:
  - 18 con restricción de horario (De 5:00 AM a 11:00 PM)
  - 20 sin restricciones
- Cuba: 18
- Dinamarca: 18
- Ecuador: 
  - 16 Pagando una garantía y con supervisión
  - 18 Sin supervisión
- Egipto: 18
- El Salvador: 25 
  - 15 vehículos de licencia particular.
  - 18 licencia normal
- Eslovenia: 21
- Eslovaquia: 18
- España: 18 
  - 15 Ciclomotores y cuadriciclos ligeros
  - 16 Motocicletas hasta 125cc
  - 18 Licencia normal
- Estados Unidos: 16
- Estonia:
  - 16 bajo supervisión
  - 18 licencia normal
- Etiopía: 14
- Filipinas: 17
- Finlandia: 18
- Francia:
  - 14 Vehículos agrícolas, quads y ciclomotores
  - 16 cualquier vehículo bajo supervisión
  - 18 licencia normal
- Ghana: 18
- Grecia:
  - 16 solo ciclomotores
  - 18 licencia normal
- Honduras: 18
- Hong Kong: 18
- Hungría: 17
- Indonesia: 17
- Irán: 18
- Irlanda: 17
- India: 18
- Isla de Man: 16
- Islandia: 17
- Israel: 17
- Italia: 18
- Japón: 18
- Letonia: 18
- Líbano: 18
- Lituania: 18
- Luxemburgo: 18
- Malasia: 17
- Malta: 18
- Mauricio: 18
- México: 14
  - 16 con permiso autorizado por los padres en la DGT
- Marruecos: 18
- Nueva Zelanda: 15
- Nigeria: 18
- Noruega: 18
- Omán: 17
- Pakistán: 18
- Países Bajos: 18
- Paraguay: 18
- Perú: 16
- Polonia: 18
- Portugal: 18
- Puerto Rico:
  - 16 bajo supervisión
  - 18 licencia normal
- República Checa: 18
- República Dominicana: 
  - 16 con carnet de aprendizaje y bajo supervisión[1]
  - 18 licencia normal
- Rumanía: 18
- Rusia: 18
- Serbia: 18
- Somalia: 14
- Sudáfrica: 18
- Singapur: 18
- Suecia: 
  - 16 bajo supervisión
  - 18 licencia normal
- Suiza: 18
- Taiwán: 18
- Tanzania: 18
- Tailandia: 18
- Turquía: 18
- Reino Unido:
  - 16 sin posibilidad de manipular vehículos pesados ni motos
  - 17 licencia normal
- Uruguay: 18[2][3]
- Venezuela: 18
  - 16 cualquier vehículo con restricciones (6:00am-8:30pm)
- Vietnam: 18
- Zambia: 18